# Paçô
Paçô é uma povoação portuguesa sede da Freguesia de Paçô do Município de Arcos de Valdevez, freguesia com 4,6 km² de área e 970 habitantes (censo de 2021), tendo, por isso, uma densidade populacional de 210,9 hab./km².

## Toponímia
De acordo com o linguista José Pedro Machado, o topónimo «paçô» provém do baixo-latim, do étimo palatiolum, que significa «pequeno palácio». Este tipo de topónimo é comum a outras localidades e lugares do Norte de Portugal, contando-se ainda com variantes noutras partes do país, como é o caso de Palaçoulo.

## História
Em 1258, na lista das igrejas situadas no território de Entre Lima e Minho, elaborada por ocasião das Inquirições de D.Afonso III, é citada como uma das igrejas pertencentes ao bispado de Tui.
Em 1320, no catálogo das mesmas igrejas, mandado organizar pelo rei D.Dinis, para o pagamento da taxa, esta igreja foi taxada em 100 libras.
Em 1444, a comarca eclesiástica de Valença foi desmembrada do bispado de Tui, passando a pertencer ao de Ceuta até 1512. Neste ano o arcebispo de Braga, D.Diogo de Sousa, deu ao D.Henrique, bispo de Ceuta, a comarca de Olivença, recebendo em troca a de Valença do Minho. Em 1513, o papa Leão X aprovou a permuta.
Com a incorporação da comarca de Valença no arcebispado de Braga, em 1514, procedeu-se à avaliação dos benefícios eclesiásticos que a compunham. Paçô rendia 39 réis, 1 libra de cera e 50 alqueires de pão terçado.
Na avaliação efetuada 1546, sendo arcebispo D.Manuel de Sousa, esta igreja, juntamente com as de São Lourenço de Cabrão e São João de Parada, era anexa ao mosteiro de Ázere, sobra a vigairaria confirmada de Santa Maria de Paçô não se chegou a apurar o estipêndio.
Na cópia de 1580 do Censual de D.Frei Baltasar Limpo, Paçô era anexa ao mosteiro de Ázere, sendo da apresentação do seu reitor.»

## Demografia
A população registada nos censos foi:
| Distribuição da População por Grupos Etários | Distribuição da População por Grupos Etários | Distribuição da População por Grupos Etários | Distribuição da População por Grupos Etários | Distribuição da População por Grupos Etários |
| -------------------------------------------- | -------------------------------------------- | -------------------------------------------- | -------------------------------------------- | -------------------------------------------- |
| Ano                                          | 0-14 Anos                                    | 15-24 Anos                                   | 25-64 Anos                                   | > 65 Anos                                    |
| 2001                                         | 168                                          | 117                                          | 442                                          | 134                                          |
| 2011                                         | 132                                          | 118                                          | 514                                          | 169                                          |
| 2021                                         | 115                                          | 93                                           | 522                                          | 240                                          |